# 勒戈-苏瓦尼
勒戈-苏瓦尼（法語：Le Gault-Soigny，法語發音：[lə ɡo swaɲi]）是法国马恩省的一个市镇，属于埃佩尔奈区。该市镇于1967年由原市镇勒戈（Le Gault）和苏瓦尼（Soigny）合并而成。

## 地理
勒戈-苏瓦尼（48°48'56"N, 3°35'28"E）面积26.09 平方千米，位于法国大東部大區马恩省，该省份为法国东北部内陆省份，北起阿登省，西北接埃纳省，西南接塞纳-马恩省，南至奥布省，东南接上马恩省，东临默兹省。
与勒戈-苏瓦尼接壤的市镇（或旧市镇、城区）包括：贝热尔苏蒙米拉伊、布瓦西勒勒波、沙勒维尔、莱塞萨尔莱塞扎讷、梅克兰日、蒙米拉伊、莫尔桑。

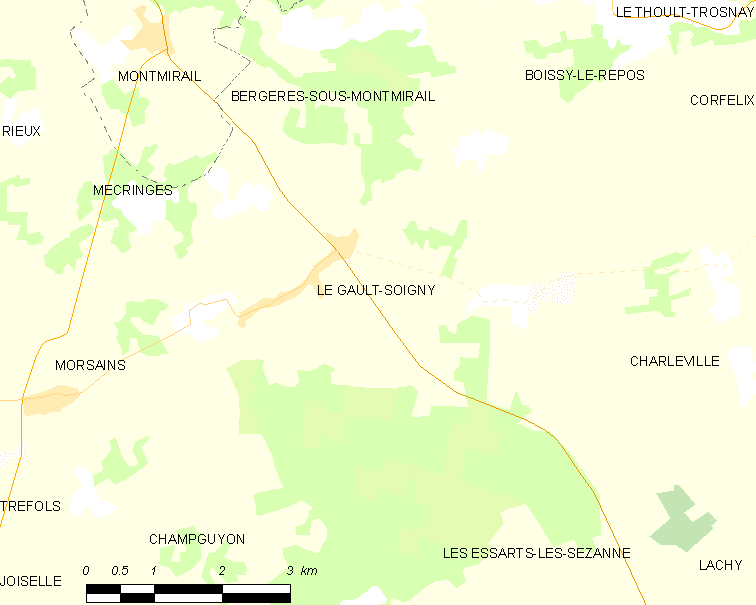
勒戈-苏瓦尼的OSM定位图

勒戈-苏瓦尼的时区为UTC+01:00、UTC+02:00（夏令时）。

## 行政
勒戈-苏瓦尼的邮政编码为51210，INSEE市镇编码为51264。

## 政治
勒戈-苏瓦尼所属的省级选区为塞扎讷-布里-香槟县。

## 人口

1962-2008年间勒戈-苏瓦尼人口变化图示

勒戈-苏瓦尼于2022年1月1日时的人口数量为503人。